# مارتا ترهمبا
مارتا ترهمبا (انگلیسی: Martha Tarhemba؛ زادهٔ ۱ آوریل ۱۹۷۸) بازیکن فوتبال اهل نیجریه است.
وی همچنین در تیم ملی فوتبال زنان نیجریه بازی کرده‌است.